# George Joseph Stigler
George Joseph Stigler (Seattle, 17 de janeiro de 1911 — Chicago, 1 de dezembro de 1991) foi um economista estadunidense que desenvolveu o princípio da otimização económica. Foi laureado com o Prémio de Ciências Económicas em Memória de Alfred Nobel de 1982.

## Carreira
Depois de receber uma bolsa de estudos da Universidade de Chicago, Stigler matriculou-se lá em 1933 para estudar economia e obteve seu doutorado. Em economia lá em 1938. Ele ensinou no Iowa State College de 1936 a 1938. Ele passou grande parte da Segunda Guerra Mundial na Universidade de Columbia, realizando pesquisas matemáticas e estatísticas para o Projeto Manhattan. Ele então passou um ano na Brown University. Ele serviu no corpo docente da Columbia de 1947 a 1958.
Em Chicago, ele foi muito influenciado por Frank Knight, seu supervisor de dissertação. Milton Friedman, um amigo por mais de 60 anos, comentou que foi notável para Stigler ter sido aprovado em sua dissertação com Knight, já que apenas três ou quatro alunos conseguiram fazê-lo nos 28 anos de Knight em Chicago. As influências de Stigler incluíram Jacob Viner e Henry Simons, bem como os alunos W. Allen Wallis e Friedman.
Stigler é mais conhecido por desenvolver a Teoria Econômica da Regulação, também conhecida como captura, que afirma que os grupos de interesse e outros participantes políticos usarão os poderes reguladores e coercitivos do governo para moldar as leis e os regulamentos de uma maneira benéfica para eles. Essa teoria é um componente do campo da escolha pública da economia, mas também sofre forte oposição de estudiosos da escolha pública pertencentes à "Escola da Virgínia", como Charles Rowley. Ele também realizou uma extensa pesquisa na história do pensamento econômico.
A contribuição mais importante de Stigler para a economia foi publicada em seu artigo marcante, "The Economics of Information". De acordo com Friedman, Stigler "essencialmente criou uma nova área de estudo para economistas." Stigler enfatizou a importância da informação: "Dificilmente se deve dizer aos acadêmicos que informação é um recurso valioso: conhecimento é poder. E ainda assim ocupa uma favela na cidade da economia".
Seu artigo de 1962 "Informações no mercado de trabalho" desenvolveu a teoria do desemprego de pesquisa. Em 1963 ele foi eleito Fellow da American Statistical Association.
Ele era conhecido por seu senso de humor aguçado e escreveu vários ensaios paródicos. Em seu livro The Intellectual and the Marketplace, por exemplo, ele propôs a Lei da Demanda e Elasticidades de Oferta de Stigler: "todas as curvas de demanda são inelásticas e todas as curvas de oferta também são inelásticas." O ensaio referenciou estudos que consideraram muitos bens e serviços inelásticos no longo prazo e ofereceu uma suposta prova teórica; ele terminou anunciando que seu próximo ensaio demonstraria que o sistema de preços não existe.
Outro ensaio, "Um esboço sobre a verdade no ensino", descreveu as consequências de um conjunto (fictício) de decisões judiciais que responsabilizavam as universidades legalmente pelas consequências de erros de ensino.  A dieta de Stigler também recebeu o nome dele.
Stigler escreveu vários artigos sobre a história da economia, publicados nos principais jornais e republicados 14 deles em 1965. The American Economic Review disse: "muitos desses ensaios tornaram-se marcos tão conhecidos que nenhum estudioso neste campo deveria ser desconhecido com eles... A prosa lúcida, a lógica penetrante e o humor irônico... tornaram-se as marcas registradas do autor".
Stigler foi membro fundador da Sociedade Mont Pelerin e foi seu presidente de 1976 a 1978. Ele era conservador.
Ele recebeu a Medalha Nacional de Ciência em 1987.
Morreu em 1 de dezembro de 1991 aos 80 anos, de Insuficiência cardíaca.